# Lake Kathryn
Lake Kathryn es un lugar designado por el censo ubicado en el condado de Lake en el estado estadounidense de Florida. En el censo de 2010 tenía una población de 920 habitantes y una densidad poblacional de 124,29 personas por km².

## Geografía
Lake Kathryn se encuentra ubicado en las coordenadas 29°0′25″N 81°28′57″O / 29.00694, -81.48250. Según la Oficina del Censo de los Estados Unidos, Lake Kathryn tiene una superficie total de 7.4 km², de la cual 7.21 km² corresponden a tierra firme y (2.62%) 0.19 km² es agua.

## Demografía
Según el censo de 2010, había 920 personas residiendo en Lake Kathryn. La densidad de población era de 124,29 hab./km². De los 920 habitantes, Lake Kathryn estaba compuesto por el 96.2% blancos, el 0% eran afroamericanos, el 0.98% eran amerindios, el 0.43% eran asiáticos, el 0% eran isleños del Pacífico, el 0.65% eran de otras razas y el 1.74% pertenecían a dos o más razas. Del total de la población el 5.22% eran hispanos o latinos de cualquier raza.